# Вильгельм (гора)
Вильгельм (англ. Mount Wilhelm, нем. Wilhelmsberg) — высочайшая гора в Папуа — Новой Гвинее.

## География
Гора Вильгельм находится на севере Папуа — Новой Гвинеи, в горах Бисмарка, на стыке провинций Симбу, Вестерн Хайлендс и Маданг. Высота горы — 4509 метров. Является одной из самых высоких гор острова Новая Гвинея.

## История и название
Гора была открыта в 1888 году немецким путешественником и журналистом Гуго Цёллером, исследовавшим горные районы южнее Маданга. Цёллер назвал 4 вершины в горах Бисмарка именем самого канцлера и его троих детей — Оттоберг, Марияберг, Вильгельмсберг и Гербертберг.

## Восхождения
Первое официально зарегистрированное покорение вершины горы Вильгельм состоялось в августе 1938 года и было совершено чиновником австралийской колониальной администрации Л. Г. Вайалом в сопровождении двух местных жителей.
На вершину горы можно подняться двумя различными тропами. Наилучшее время для восхождения — с мая по ноябрь.